# Modern Scandinavisch design
Modern Scandinavisch design is een designstroming en stijl  uit de jaren 1936-heden.

## Herkomst
- Denemarken
- Finland
- Zweden

## Hoofdkenmerken
- Blank hout
- Pure lijnen
- Eenvoudige, sculpurale vormen

## Familie van
- Art nouveau
- Modernisme